# المكعدد (جبلة)

تعديل مصدري - تعديل

المكعدد  إحدى حارات مدينة جبلة بمحافظة إب، بلغ تعداد سكانها 1272 نسمة حسب تعداد اليمن لعام 2004.